# Olof Norlander
Olof Porat Norlander, född 23 januari 1925 på Skeppsholmen i Stockholm, död 24 februari 1988 i Täby församling, Stockholms stift, var en svensk läkare, fysiolog och anestesiolog.
Olof Norlander var son till kommendörkapten Axel Porat Norlander och sonson till Carl Norlander. Efter studentexamen vid Bromma högre allmänna läroverk 1943 blev han året därefter student vid Karolinska Institutet och arbetade 1946-1951 som amanuens och assistent vid fysiologiska institutionen där. Norlander blev 1946 medicine kandidat och 1950 medicine licentiat vid Karolinska Institutet, 1950 marinläkarstipendiat och arbetade 1951-1952 som vikarierande och ordinarie underläkare vid kirurgiska kliniken vid Karolinska sjukhuset. Han var 1952-1957 ordinarie och förste underläkare vid anestesiavdelningen vid Karolinska sjukhuset, samtidigt som han 1955 blev medicine doktor. Norlander var även 1955-1963 marinläkare av första graden. 1956 var han forskningsläkare i USA, och därefter docent i anestesiologi vid Karolinska Institutet 1957-1974 och samtidigt överläkare och chef för thoraxklinikernas anestesiavdelning vid Karolinska sjukhuset.
Norlander var 1964-1965 och 1983-1986 ordförande i Svensk anestesiologisk förening, blev 1965 vetenskaplig rådgivare i försvarets sjukvårdsstyrelse, 1970-1971 blockchef för Akutblocket vid Karolinska sjukhuset och biträdande blockchef för Kirurgblocket där 1972, ledare för ett flertal projekt vid sjukvårdens och socialvårdens planerings- och rationaliseringsinstitut, huvudredaktör för Acta Anaesthesiologica Scandinavia 1972-1985, sakkunnig i med datafrågor åt industridepartementet och åt styrelsen för teknisk utveckling från 1973. Han blev 1974 professor i anestesiologi vid Karolinska Institutet och överläkare och chef för centrala anestesiavdelningen vid Karolinska sjukhuset. 1981 blev Norlander ledamot av styrelsen för World Federation of Societies of Intensive Care and Critical Care Medicine och var från 1984 ledamot av the Executive Committe där. Från 1984 blev han även medlem av styrelsen för teknisk utvecklings forskningsråd.